# Победа Гамилькара и Нараваса
Победа Гамилькара и Нараваса — сражение в ходе восстания наёмников в Карфагене.
Победа в битве при Баграде была первым ощутимым успехом карфагенян, который несколько повысил их боевой дух. Однако для них положение оставалось угрожающим. Матос по-прежнему осаждал Гиппакрит, а Спендий и галл Автарит действовали против Гамилькара, избегая открытых столкновений.
Когда Гамилькар остановился в одной из горных долин, он обнаружил, что впереди находятся восставшие ливийцы, с тыла нумидийцы, а флангу угрожает Спендий. Знатный нумидиец Наравас задумал перейти на сторону карфагенян и начал переговоры с Гамилькаром. Карфагенский полководец пообещал выдать за него свою дочь, и Наравас перешёл к карфагенянам с двумя тысячами всадников.
Спендий соединился с войском ливийцев и спустился в долину. Подробности последовавшего за этим сражения не известны, отмечается лишь важная роль слонов и действия Нараваса. Мятежники потеряли 10 тысяч человек убитыми и 4 тысячи человек пленными и отступили.
Взятым в плен вражеским солдатам Гамилькар предложил перейти на службу в своей армии, а тех, кто этого не хотел, отпустил на все четыре стороны. Такая неожиданная мягкость вынудила вождей мятежников Матоса и Спендия принять меры, чтобы не допустить развала своей армии из-за перехода наемников на сторону Карфагена. С тех пор пленных карфагенян по их приказу казнили, и Гамилькар начал отвечать тем же.